# 小幡緑地
小幡緑地（おばたりょくち）は、愛知県名古屋市守山区および同県尾張旭市にある県営の都市公園（広域公園）である。

## 概要
守山区の中央に位置する西園と、守山区北中部に位置する本園、本園付近に位置する中央園、尾張旭市西端部に位置する東園からなる。芝生広場や遊具が整備されており、天気の良い休日は家族連れなどで賑わう。絶滅危惧種のマメナシが自生しており、たくさんの植物を観察することができる。
西園は野球場、テニスコートなどの運動施設が整備されている。木々は残されているが、周辺は住宅地であり、都市の公園の趣である。
本園は広い広場と自然豊かな丘陵地が主となっており、丘陵地の遊歩道を歩けばちょっとしたハイキング気分を味わえる。小高いところに展望台が設置されており、守山区西部を中心に濃尾平野を見渡すことができる。2021年（令和3年）4月20日には民間活力導入施設「オバッタベッタ」のうちレストランとバーベキューサイトが先行オープンし、6月18日にキャンプサイトがオープンした。なお「マムシ スズメバチに注意」の警告が随所に設置されている。
中央園の中には野鳥園と水生園がある。水生園は湿地及びその周辺の自然生態系の保全、再生、観察を目的として2005年（平成17年）4月にオープンした。「観察区域」と「保全区域」に分かれており、「観察区域」は常に公開されているが「保全区域」は非公開となっている。
東園は自然豊かな丘陵地が主で、東名高速道路が縦断している。小高いところに展望台が設置されており、尾張旭市南部・名古屋市名東区北部を中心に、名古屋市東部丘陵地帯を見渡すことが出来る。
公園ではないが、本園と東園の間も自然環境がよく保存されているため、ハイキングコースとしての利用がみうけられる。

## 交通アクセス
西園
- 名古屋市営バス：「小幡ヶ原」バス停下車、徒歩すぐ

本園・中央園
- 名古屋ガイドウェイバスガイドウェイバス志段味線（ゆとりーとライン）： 小幡緑地駅下車、徒歩約3分

東園
- 名古屋市営バス：「旭桜ケ丘」バス停下車、徒歩約3分
- 名鉄瀬戸線：印場駅下車、徒歩約15分
- あさぴー号（尾張旭市営バス）：「小幡緑地東園」バス停下車、徒歩すぐ